# Championnat de Chine de football 2007
Navigation
Saison précédente Saison suivante
La saison 2007 du Championnat de Chine de football était la 48e édition de la première division chinoise et la 4e sous le format de Chinese Super League. Les seize meilleures équipes du pays sont regroupées au sein d'une poule unique, où tous les clubs s'affrontent en matchs aller et retour. À la fin du championnat, les deux derniers du classement sont relégués et remplacés par les deux meilleures équipes de China League, la deuxième division chinoise.
C'est le Changchun Yatai qui décroche le tout premier titre de champion de Chine de son histoire en terminant en tête du classement final, avec seulement un point d'avance sur le Beijing Guoan et sept sur le tenant du titre, le club de Shandong Luneng Taishan.
Avant le début de la saison, les deux clubs de la ville de Shanghai (Shanghai Shenhua et Shanghai Liancheng) fusionnent mais gardent le nom de Shanghai Shenhua; comme la saison dernière, le championnat se déroule donc avec seulement quinze équipes.

## Les 15 clubs participants
| - Shandong Luneng Taishan - Shanghai Shenhua - Beijing Guoan - Changchun Yatai - Dalian Shide - Tianjin TEDA - Zhejiang Lucheng - Promu de China League - Xiamen Lanshi | - Shaanxi Zhongxin - Wuhan Guanggu - Shenzhen Shanqingyin - Liaoning FC - Shenyang Ginde - Qingdao Zhongneng - Henan Jianye - Promu de China League |

## Compétition
Le barème de points servant à établir les classements se décompose ainsi :
- Victoire : 3 points
- Match nul : 1 point
- Défaite : 0 point

### Classement
| Rang | Équipe                    | Pts | J  | G  | N  | P  | Bp | Bc | Diff |
| ---- | ------------------------- | --- | -- | -- | -- | -- | -- | -- | ---- |
| 1    | Changchun Yatai           | 55  | 28 | 16 | 7  | 5  | 48 | 25 | +23  |
| 2    | Beijing Guoan             | 54  | 28 | 15 | 9  | 4  | 45 | 19 | +26  |
| 3    | Shandong Luneng Taishan T | 48  | 28 | 14 | 6  | 8  | 53 | 29 | +24  |
| 4    | Shanghai Shenhua          | 46  | 28 | 12 | 10 | 6  | 35 | 29 | +6   |
| 5    | Dalian Shide              | 44  | 28 | 11 | 11 | 6  | 36 | 31 | +5   |
| 6    | Tianjin Teda              | 44  | 28 | 12 | 8  | 8  | 31 | 22 | +9   |
| 7    | Wuhan Guanggu             | 40  | 28 | 11 | 7  | 10 | 29 | 31 | -2   |
| 8    | Qingdao Zhongneng         | 36  | 28 | 10 | 6  | 12 | 36 | 42 | -6   |
| 9    | Liaoning FC               | 35  | 28 | 9  | 8  | 11 | 26 | 36 | -10  |
| 10   | Changsha Ginde            | 34  | 28 | 8  | 10 | 10 | 17 | 24 | -7   |
| 11   | Zhejiang Lucheng P        | 28  | 28 | 6  | 10 | 12 | 25 | 35 | -10  |
| 12   | Henan Jianye P            | 27  | 28 | 5  | 12 | 11 | 20 | 28 | -8   |
| 13   | Shaanxi Baorong           | 26  | 28 | 4  | 14 | 10 | 24 | 29 | -5   |
| 14   | Shenzhen Shanqingyin      | 25  | 28 | 5  | 10 | 13 | 21 | 42 | -21  |
| 15   | Xiamen Lanshi             | 20  | 28 | 4  | 8  | 16 | 22 | 46 | -24  |

|  | Qualification pour la Ligue des champions 2008 |
|  | Relégation en Chinese League                   |
|  | T Tenant du titre P Promu de Chinese League    |

## Bilan de la saison
| Championnat de Chine de football 2007 |                             |
| Champion                              | Changchun Yatai (1er titre) |
| Coupes et trophées                    |                             |
| Vainqueur de la Coupe de Chine 2007   | Non disputée                |
| Qualifications continentales          |                             |
| Ligue des champions 2008              | Changchun Yatai             |
| Ligue des champions 2008              | Beijing Guoan               |
| Promotions et relégations             |                             |
| Promus en Super League                | Guangzhou FC                |
| Promus en Super League                | Chengdu Blades              |
| Relégués en China League              | Xiamen Lanshi               |